# Anglofríz nyelvváltozás
Az anglofríz vagy ingveon nyelvváltozás egy összetett, hangtani, alaktani és szókincsbeli változás, amely a nyugati germán nyelvcsalád néhány dialektusában, az óangol, ófríz és ószász nyelvekben, a mai angol és fríz nyelvek őseiben ment végbe az i. sz. első évezred első felében.

## Hangtani változások

### A nazálisok kiesése
Ha egy szóban egy magánhangzót egy nazális mássalhangzó (m, n), majd egy réshang követett − tehát az eredeti -ns-, -mf- és -nþ- hangkapcsolatokról van szó −, a nazális kiesett, a magánhangzó pedig (a szótag hosszát megtartandó) megnyúlt..
| germán  | angol | nyugati fríz | keleti fríz | holland | alnémet    | német | magyar |
| ------- | ----- | ------------ | ----------- | ------- | ---------- | ----- | ------ |
| uns     | us    | ús           | uus         | ons     | us, uns    | uns   | minket |
| tanþ-   | tooth | tosk         | tusk        | tand    | Tähn       | Zahn  | fog    |
| anþara- | other | oare         | uur         | ander   | anner      | ander | másik  |
| fimf    | five  | fiif         | fieuw       | vijf    | fiev, fief | fünf  | öt     |
| samft-  | soft  | sêft         | —           | zacht   | sacht      | sanft | enyhe  |
| gans-   | goose | goes         | gous        | gans    | Goos       | Gans  | lúd    |

Mint a táblázatból látszik, a holland nyelv következetlen; egyes szavakban követi a szabályt, másokban nem. Ennek az a magyarázata, hogy a holland irodalmi nyelv több különböző nyelvjárásból jött létre, amelyek közül nem mindegyiket érintette a hangváltás.
Egyes északi német nyelvjárások őrzik az ószász szavakat, amelyek némelyike innen a standard németbe is bekerült. Ez az oka, hogy a modern irodalmi németben is akad egy-egy olyan szó, amely anglofríz vonásokat mutat: a sanft mellett a németben él a sacht szó is, mindkettő enyhét jelent.
A nazálisok kiesésének a következménye, hogy a mai angolban nagyon ritka az -nth végződés; a kevés létező példa újabb fejlemény, melyek a nyelvváltozás lezárulása után jöttek létre.
- month (hónap) − Az óangolban még monaþ volt (vö. német Monat); a közbenső magánhangzó miatt nem működött a szabály.
- tenth (tizedik) − Neologizmus a középangol nyelvben. A germán *tehunþ- eredetileg követve a szabályt az óangolban tēoþa lett (modern angol tithe), de a ten (tíz) tőszámnév analógiájára a középangolban létrejött a szabályosan képzett tenth sorszámnév.
- plinth (talapzat) − Görög jövevényszó a modern angolban (πλίνθος).

### G > J és K > CS hangváltozás
Az alábbi két hangváltás csak az angol és a fríz nyelvekben mutatkozik meg, az ószász és más alnémet dialektusok érintetlenek maradtak.
| német     | holland  | fríz     | angol     | magyar            |
| --------- | -------- | -------- | --------- | ----------------- |
| Gestern   | gisteren | juster   | yesterday | tegnap            |
| Garn      | garen    | jern     | yarn      | fonal             |
| Regen     | regen    | rein     | rain      | eső               |
| Tag       | dag      | dei      | day       | nap               |
| Weg       | weg      | wei      | way       | út                |
| gelten    | gelden   | jilde    | yield     | terem, ér valamit |
| vergessen | vergeten | ferjitte | forget    | elfelejt          |

| német       | holland         | fríz     | angol   | magyar  |
| ----------- | --------------- | -------- | ------- | ------- |
| Kirche      | kerk            | tsjerke  | church  | templom |
| Käse        | kaas            | tsiis    | cheese  | sajt    |
| Kaff        | kaf             | tsjêf    | chaff   | pelyva  |
| (er)reichen | (be)reiken      | reitsje  | reach   | elér    |
| Kerl        | kerel           | tsjirl   | churl   | fickó   |
| Kessel      | ketel           | tsjettel | kettle  | üst     |
| gebrochen   | gebroken        | brutsen  | broken1 | törött  |
| strecken    | strekken        | strekke  | stretch | nyújt   |
| stechen     | stekken/stikken | stekke   | stitch  | szúr    |

1 vö. angol breach (törés)

### A zárt magánhangzók nyíltabbá válása
Az eredeti u hang az anglofríz nyelvekben előbb e-vé, majd némelyik szóban (főleg a fríz nyelvben) további nyíltabbá válással i-vé alakult.
| német   | holland | fríz    | angol  | nyugat-flamand    | magyar     |
| ------- | ------- | ------- | ------ | ----------------- | ---------- |
| Pfütze  | put     | pet     | pit    | pit               | gödör      |
| dünn    | dun     | tin     | thin   | dinne             | vékony     |
| Rücke   | rug     | rêge    | ridge  | rik, rugge        | hegygerinc |
| Brücke  | brug    | brêge   | bridge | (néha) brigge     | híd        |
| Mücke   | mug     | mich    | midge  | mizje (elavult)   | szúnyog    |
| Knüppel | knuppel | kneppel |        | knippel (elavult) | bot        |

## Nyelvszerkezeti változások

### Ragozás
Az anglofríz nyelvekben alaktanában közös, hogy a tárgy- és részes eset összeolvadt (a modern angolban pedig teljesen összeolvadtak az esetek), illetve az, hogy az igék személyragos alakjai a többes szám mindhárom személyében azonosak, ellentétben például a némettel.
| német     | holland       | fríz      | angol          | magyar     |
| --------- | ------------- | --------- | -------------- | ---------- |
| wir haben | wij hebben    | wy hawwe  | we have        | nekünk van |
| ihr habt  | jullie hebben | jim hawwe | you (all) have | nektek van |
| sie haben | zij hebben    | hja hawwe | they have      | nekik van  |

Mint látjuk, a holland is azonos alakokat mutat a három személyben, de a második személy újkeletű analogizmus a régiesebb, ma már ritkán használt jullie hebt alakkal szemben (egyébként a jullie névmás is viszonylag új fejlemény).
Az modern angol alaktana tovább egyszerűsödött, az egyes szám harmadik személyű he/she/it (és a régies második személyű thou) kivételével minden névmáshoz azonos alak járul.

### A visszaható névmás
Az össze többi nyugati germán nyelvvel ellentétben az anglofríz nyelvekben ismeretlen a harmadik személyű visszaható névmás; funkcióját a személyes névmások tárgyesete látja el kiegészülve egy visszaható szócskával. Míg a német Er wascht sich és Er wascht ihn mondatok (vagy a holland Hij wast zich, Hij wast hem) egészen mást jelentenek (az előbbi: mosakszik, az utóbbi: mossa őt), a fríz Hy wasket him mindkettőt jelentheti. Ezért az egyértelműség kedvéért a névmáshoz gyakran hozzátoldják a -sels szócskát: Hy wasket himsels (mosakszik). Ugyanez a helyzet az angolban, itt a -self szócska kötelezően hozzáadódik a névmáshoz: He washes himself.
| személy      | angol      | fríz      | holland | német |
| ------------ | ---------- | --------- | ------- | ----- |
| E/3, hímnem  | himself    | him(sels) | zich    | sich  |
| E/3, nőnem   | herself    | har(sels) | zich    | sich  |
| T/3          | themselves | har(sels) | zich    | sich  |
| személytelen | oneself    | jin(sels) | zich    | sich  |

## Szókincsbeli változás
| német     | holland | fríz   | angol | nyugat-flamand | magyar |
| --------- | ------- | ------ | ----- | -------------- | ------ |
| Stier     | stier   | bolle  | bull  | bul            | bika   |
| Schlange  | slang   | Slange | snake | snaake         | kígyó  |
| Schlüssel | sleutel | kaai   | key   | sleutr         | kulcs  |
| süss      | zoet    | swiet  | sweet | zoëte          | édes   |
| nass      | nat     | wiet   | wet   | nat            | nedves |

## Fordítás
- Ez a szócikk részben vagy egészben  az   Ingvaeonic nasal spirant law című angol Wikipédia-szócikk ezen változatának fordításán alapul.  Az eredeti cikk szerkesztőit annak laptörténete sorolja fel. Ez a jelzés csupán a megfogalmazás eredetét és a szerzői jogokat jelzi, nem szolgál a cikkben szereplő információk forrásmegjelöléseként.
- Ez a szócikk részben vagy egészben  az   Ingveonismen című holland Wikipédia-szócikk ezen változatának fordításán alapul.  Az eredeti cikk szerkesztőit annak laptörténete sorolja fel. Ez a jelzés csupán a megfogalmazás eredetét és a szerzői jogokat jelzi, nem szolgál a cikkben szereplő információk forrásmegjelöléseként.